# Distretto di Bjalyničy
Il distretto di Bjalyničy (in bielorusso Бялыніцкі раён?) è un distretto (raën) della Bielorussia appartenente alla regione di Mahilëŭ.